# Еланд
Еланд (швед. Öland) је једно од острва у западном делу Балтичког мора. Еланд припада шведском округу Калмар, а подељен је на на две општине. Највеће место на острву је Фарјестаден, док је дино насеље са одликама града Боргхолм.
Еланд је данас познат по средишњем кречњачком подручју под називом Стора Алварет. Због посебног састава земљишта овде се могу наћи многе ретке биљне и животињске врсте, па је стога дато подручје под заштитом УНЕСКО-а као Светска баштина.
У оквиру Шведске Еланд је значајно туристичко одредиште, посебно у време годишњих одмора.

## Природни услови
Еландско острво налази се у области западног Балтика, близу обале Скандинавског полуострва. Од копна га раздваја Калмарски пролаз, широк око 5-6 км. 1972. године на најужем месту је премошћен, што је омогућило нагли развој острва у следећим деценијама.
Острво је веома издужено, са меридијанским правцем пружања. Дужине је 137 км, а ширине до 16 км. Укупна површина острва је 1.347 км². 
У приобаљу је тло плодно и богато водом, па је тај део добро насељен. Средишњи део је издигнут и састављен од кречњака. Он је познат као Стора Алварет. Због посебног састава земљишта овде се могу наћи многе ретке биљне и животињске врсте, па је стога дато подручје под заштитом УНЕСКО-а као светска баштина.

## Историја
Еланд је насељен још у доба праисторије. Као заоставштина од тог времена на острву се могу наћу долмени.
Од средњег века Еланд је у рукама Шведске. У 17. веку краљевска породица је ту подигла дворац.
Данас је Еланд стециште туриста, пре свега оних жељних одмора.

## Становништво
Главно становништво на Еланду су Швеђани, поред неколицине страних досељеника. 2010. године острво је имало око 25 хиљада становника. Густина насељености је близу 20 ст./км².

## Галерија
- Стора Алварет
- Грб Еланда
- Боргхолм, једини град на острву
- Праисторијски долмени